# 谭颖 (水球运动员)
谭颖（1987年6月30日—），宁夏人，中国女子水球运动员。她曾代表中国参加2006年女子水球世界杯、2007年世界游泳锦标赛女子水球比赛和2008年夏季奥林匹克运动会女子水球比赛。